# Kontinent

Weltkarte der Ozeane und Kontinente (Bildmontage aus Satellitenaufnahmen)

Anzahl der Kontinente in unterschiedlicher Zählweise

Ein Kontinent (lateinisch terra continens „zusammenhängendes Land“) ist eine geschlossene Festlandmasse. In vielen Sprachen ist das Wort für Kontinent ebenfalls vom lateinischen continens abgeleitet. Im Deutschen gibt es daneben die Bezeichnung Erdteil.
Die Encyclopædia Britannica definiert den Begriff continent als „eine der größeren zusammenhängenden Landmassen“ und benennt als solche der Größe nach geordnet Asien, Afrika, Nordamerika, Südamerika, Antarktika, Europa und Australien. Heute sind in Geographie und Geologie jeweils unterschiedliche Einteilungen der Kontinente üblich. So wird insbesondere Europa historisch und kulturell bedingt oftmals als eigener Kontinent gezählt, obwohl es geografisch betrachtet eigentlich ein Teil des Großkontinents Eurasien ist. Zudem werden Australien und Ozeanien sowie Amerika teilweise als zusammenhängende Kontinente gezählt.
Die Kontinente bedecken mit einer Fläche von rund 148 Millionen Quadratkilometern insgesamt 29,3 Prozent der Erdoberfläche. Den Rest nehmen Meere und Inseln ein.

## Definitionen
National Geographic, das monatliche amerikanische Magazin der National Geographic Society, bezeichnet continents als zu unterscheidende Regionen beziehungsweise Areale der Erde und legt deren Anzahl mit sieben fest. Einer Unterrichtshilfe (Schulformular) der britischen Royal Geographical Society ist diese Zahl ebenso zu entnehmen. Die sechs größten Kontinente Asien, Afrika, Nordamerika, Südamerika, Antarktika und Europa sind in beiden Veröffentlichungen aufgeführt. Der einzige Unterschied betrifft die Bezeichnung der kleinsten Erdregion: Die amerikanische Quelle bezeichnet sie als Australien, die britische dagegen als Ozeanien. Dem britischen Schulformular zufolge ist Australien ein Teil des Kontinents Ozeanien. An dieser Feinheit ist abzulesen, wie vielseitig die Problematik der Definition des Begriffs Kontinent sein kann.
Die Publikation der National Geographical Society führt Japan als Beispiel für die geografische Definition an. Dessen Inseln bzw. Inselgruppe zählt zum Kontinent Asien, obwohl sie nicht aus kontinentaler Kruste besteht. Nach dieser Veröffentlichung sind die Landflächen der Kontinente sowie Inseln wie Japan, Grönland und die Karibischen Inselstaaten eingeschlossen. Nur ein kleiner Teil der Erdoberfläche gehört nicht dazu. Von Kontinenten geologisch-tektonisch unabhängig bzw. „selbstständig“ seien aktive einzelne Inseln oder Inselgruppen wie beispielsweise Mauritia, Zealandia (Neuseeland/Neukaledonien/Südpazifik-Inseln), Französisch-Polynesien und die Inselkette Hawaii, da sie Mikrokontinente in sich selbst seien. Getrennt würden alle Kontinente durch die Ozeane. Gemäß National Geographic sind Madagaskar, der Maskarenenrücken (Inselgruppen Seychellen/Réunion) sowie die Kerguelen und Jan Mayen weitere Kleinstkontinente. Das führt zu einer Unterteilung der Erdkruste in sieben Kontinente, erweitert um sieben Mikrokontinente. Letzteres spiegelt auch die zunehmende Erforschung der Tektonik von Mikroplatten wider.

Erdplatten

Topographisch wird unter einem Kontinent traditionell eine große zusammenhängende Landmasse verstanden, die durch Wasser oder andere natürliche Grenzen völlig oder zumindest fast völlig abgegrenzt ist. Auch große Landmassen, die nur durch eine schmale Landenge verbunden sind (wie beispielsweise zwischen Afrika und Asien sowie zwischen Nord- und Südamerika), werden meist als verschiedene Kontinente betrachtet. Hier bestehen allerdings unterschiedliche Auffassungen darüber, ob es sich jeweils um völlig selbstständige Kontinente oder um einen Groß- bzw. Superkontinent mit Subkontinenten handelt.
Geologisch umfasst ein Kontinent auch das ihm zugehörige Schelfgebiet, also den Festlandssockel im Flachmeer. Die leichtere kontinentale Erdkruste, zu der auch die Festlandssockel gehören, unterscheidet sich mit einer geringeren Dichte von 2,7 g/cm³ und einer anderen chemischen Zusammensetzung von der ozeanischen Kruste, die eine mittlere Dichte von etwa 3,0 g/cm³ aufweist. Die Dicke eines durchschnittlichen Kontinents beträgt rund 30 km.
Neben diesen beiden gibt es auch eine historisch-politische Dimension. Beleg hierfür ist die Tatsache, dass Europa als eigener Erdteil gilt, obwohl dies keiner der genannten geografischen oder technischen Definitionen entspricht. Die National Geographical Society formuliert: „‚Kontinent‘ hat mehr als nur eine physische Definition“.
So stabil uns die heutige Verteilung der Landmassen auf der Erde auch erscheinen mag, so stellt sie erdgeschichtlich nur eine Momentaufnahme dar. Die Kontinente sind aufgrund der Plattentektonik ständig in Bewegung und haben sich in der Geschichte unseres Planeten schon mehrfach zu einer einzigen großen Landmasse wie beispielsweise der des Superkontinents Pangaea vereinigt und dann infolge der Kontinentaldrift wieder in kleinere Kontinente getrennt.

## Anzahl der Kontinente
Anhand der o. g. drei Quellen lassen sich bereits vier unterschiedliche Modelle von Definition der Kontinente belegen, denn die Encyclopædia Britannica vermerkt, dass Europa und Asien teilweise auch in der Gesamtheit als Großkontinent Eurasien gelten. Weitere Modelle sind der folgenden Aufstellung zu entnehmen. Je nach Modell werden – ohne die Mikrokontinente – vier bis sieben Kontinente gezählt, historisch wurde von zwei bzw. drei Kontinenten ausgegangen:
| Heute übliche Modelle der Kontinente  | Heute übliche Modelle der Kontinente | Heute übliche Modelle der Kontinente | Heute übliche Modelle der Kontinente | Heute übliche Modelle der Kontinente | Heute übliche Modelle der Kontinente | Heute übliche Modelle der Kontinente | Heute übliche Modelle der Kontinente |
| ------------------------------------- | ------------------------------------ | ------------------------------------ | ------------------------------------ | ------------------------------------ | ------------------------------------ | ------------------------------------ | ------------------------------------ |
| Verteilung der Kontinente             |                                      |                                      |                                      |                                      |                                      |                                      |                                      |
| 4 Kontinente:                         |  Antarktika                          |  Amerika                             |  Amerika                             |  Eurafrasien                         |  Eurafrasien                         |  Eurafrasien                         |  Ozeanien                            |
| 5 Kontinente:                         |  Antarktika                          |  Amerika                             |  Amerika                             |  Eurasien                            |  Eurasien                            |  Afrika                              |  Ozeanien                            |
| 5 Kontinente:                         |                                      |  Amerika                             |  Amerika                             |  Europa                              |  Asien                               |  Afrika                              |  Australien                          |
| 6 Kontinente:                         |  Antarktika                          |  Amerika                             |  Amerika                             |  Europa                              |  Asien                               |  Afrika                              |  Australien                          |
| 6 Kontinente:                         |  Antarktika                          |  Nordamerika                         |  Südamerika                          |  Eurasien                            |  Eurasien                            |  Afrika                              |  Ozeanien                            |
| 7 Kontinente:                         |  Antarktika                          |  Nordamerika                         |  Südamerika                          |  Europa                              |  Asien                               |  Afrika                              |  Australien                          |
| historisches Modell mit 2 Kontinenten |  Westfeste                           |  Westfeste                           |  Westfeste                           |  Ostfeste                            |  Ostfeste                            |  Ostfeste                            |  Ostfeste                            |
| historisches Modell mit 3 Kontinenten |  Westfeste                           |  Westfeste                           |  Westfeste                           |  Ostfeste                            |  Ostfeste                            |  Ostfeste                            |  Südfeste                            |

Einige wenige Quellen sind der Meinung (wie bereits in der Unterrichtshilfe der Royal Geographic Society beschrieben), dass Ozeanien anstelle von Australien der korrekte Name dieses pazifischen Erdteils ist.
Zudem wurde der Begriff Doppelkontinent seit dem ausgehenden 19. Jahrhundert für verschiedene geologische Landmassen genutzt – darunter Eurasien (Europa und Asien) und Amerika (Nord- und Südamerika) – und wird auch heute teilweise noch in primär geographischen und historischen Publikationen verwendet.
2017 wurde von neuseeländischen Geologen vorgeschlagen, einen achten Kontinent Zealandia zu definieren, da Neuseeland, Neukaledonien und der dazwischen liegende Teil des Meeres eine 4,9 Millionen km² große kontinentale Platte bildeten. Bisher ist dieser Vorschlag aber noch nicht auf allgemeine Anerkennung gestoßen.

## Geschichte der Zählweisen
Der Versuch, die Anzahl der Kontinente auf dem Globus zu bestimmen, zieht sich durch die gesamte Zeitrechnung. Die Zähl- und Sichtweisen variieren stark. Herodot teilte die Welt ursprünglich in drei Kontinente: Europa, Asien und Libyen (heute Afrika). Seine Dreiteilung wurde für das gesamte Altertum als verbindlich angesehen.

Die fünf olympischen Ringe symbolisieren die fünf an den Olympischen Spielen beteiligten Kontinente.

Mit der Entdeckung Amerikas und der Kolonisation der Neuzeit herrscht über die Zählweise der Kontinente Uneinigkeit. Umstritten sind hauptsächlich die Einteilung in Nordamerika und Südamerika und die Einteilung in Europa und Asien.
- Aus historischer Perspektive gilt Amerika als ein Kontinent, der von den Europäern im 15. und 16. Jahrhundert erobert worden ist. Geologisch gesehen handelt es sich um zwei Kontinente, Nordamerika und Südamerika, die erst durch die Entstehung des Isthmus von Panama eine Landverbindung erhielten.
- Aus historischen Gründen werden Europa und Asien unterschieden. Hekataios von Milet zeichnete im 6. Jahrhundert v. Chr. in seiner Erdbeschreibung die Grenze vom Ägäischen Meer über das Marmarameer und das Schwarze Meer bis zum Don. In der Neuzeit hat es sich in Europa eingebürgert, den Ural als östliche Grenze Europas zu Asien anzusehen. Allerdings werden Europa und Asien auch gemeinsam als Eurasien betrachtet. Eurasien bildet eine zusammenhängende Landmasse, die auch größtenteils auf derselben Kontinentalplatte ruht, lediglich im Süden Eurasiens existieren mehrere separate kleinere Platten.

Die 1913 entworfenen olympischen Ringe symbolisieren die fünf an den Olympischen Spielen teilnehmenden Kontinente Europa, Asien, Afrika, Australien und Amerika.
Es existieren auch noch weitere davon abweichende Einteilungen. Zwei nennenswerte geologisch-tektonische Modelle leiten sich aus dem erstmals 1912 von Alfred Wegener publizierten Konzept ab, wonach zu Ende des Paläozoikums alle Kontinente in einem Superkontinent Pangaea vereinigt waren und sich durch Aufspaltung aufgrund von aktivem Vulkanismus in der Kontinentaldrift (später: Plattentektonik) langsam auseinander bewegten.
| Weitere geologische Modelle der Kontinente | Weitere geologische Modelle der Kontinente | Weitere geologische Modelle der Kontinente | Weitere geologische Modelle der Kontinente | Weitere geologische Modelle der Kontinente | Weitere geologische Modelle der Kontinente | Weitere geologische Modelle der Kontinente | Weitere geologische Modelle der Kontinente | Weitere geologische Modelle der Kontinente |
| ------------------------------------------ | ------------------------------------------ | ------------------------------------------ | ------------------------------------------ | ------------------------------------------ | ------------------------------------------ | ------------------------------------------ | ------------------------------------------ | ------------------------------------------ |
| 8 Kontinente:                              | Antarktische Platte                        | Nordamerikanische Platte                   | Südamerikanische Platte                    | Eurasische Platte                          | Arabische Platte                           | Afrikanische Platte                        | Indische Platte                            | Australische Platte                        |
| 7 Kontinente:                              | Antarktika                                 | Nordamerika                                | Südamerika                                 | Eurasien                                   | Eurasien                                   | Afrika                                     | Indien                                     | Australien                                 |

Zur historisch-politischen Kategorie gehören die Versuche, Mittelamerika oder Vorderasien als eigene Kontinente abzutrennen, sowie die Zusammenfassung der Inseln des Pazifischen Ozeans zu einem Kontinent Ozeanien.
Kontinente und Meere sind die größten geographischen Einheiten (Landschaften) der Erde. Die Kontinente werden durch Ozeane getrennt, wobei der Schelf (Festlandsockel) zum Kontinent zählt. So gehört Neuguinea eindeutig zu Ozeanien, (Rest-)Indonesien zu Asien. Die so entstandenen Kontinente sind naturräumliche und humangeographische Einheiten. So werden notwendigerweise in Europa und zum Teil in Amerika die humangeographischen Faktoren schon bei den Grenzfindungen der Kontinente offen hinzugezogen, sie sind aber (ebenso wie Tier- und Pflanzenwelt, die auch zur physischen Geographie zählen) immer mitbestimmend, wenn ein Kontinent definiert wird, eben weil es sich um eine Einheit der „Erdoberfläche“ handelt. So gibt es die sieben Kontinente, wobei man die ozeanischen Inseln den nächstgelegenen Kontinenten zurechnet, z. B. die pazifischen Inseln zu Ozeanien. Ozeanische Inseln sind keine eigentliche Festlandmasse, sondern immer vulkanischer Natur, also Vulkane bzw. bis auf Meeresniveau erodierte Vulkane, die schließlich zu Atollen werden. Streng genommen – nach der Definition: „durch Ozeane getrennt“ – gibt es noch zwei weitere Kontinente (wobei auch Fauna und Flora eigenständig sind und definitorisch passen): Madagaskar und Neuseeland.
Zur Entstehung der Kontinente, deren silikatreichere, leichtere Kontinentkruste sich vom basaltischen Gestein der ozeanischen Erdkruste unterscheidet, gibt es verschiedene Theorien, u. a. dass mit Beginn der Plattentektonik Krustenteile in die Tiefe gedrückt und aufgeschmolzen wurden oder von unten aufsteigende Magmaströme oder Schmelzprozesse. Neuerdings wird auch vertreten, dass die Prozesse, die letztlich die Kontinente schufen, vor mehr als 3,6 Milliarden Jahren mit großen Einschlägen von Asteroiden ihren Anfang nahmen.

## Vergleich der Kontinente: Fläche und Bevölkerung

Fläche und absolute Bevölkerungszahl im Vergleich

Verteilung der Weltbevölkerung auf die Kontinente

Die sieben Kontinente nehmen jeweils weniger als ein Zehntel der Erdoberfläche ein. Die Fläche des größten (Asien) und des kleinsten Kontinents (Australien/Ozeanien) unterscheiden sich um den Faktor fünf.
Die Besiedelung ist vom Klima und den vorhandenen Lebensgrundlagen abhängig. Auch aus geschichtlichen Gründen ist die Weltbevölkerung sehr ungleich verteilt. Die Antarktis wird nur zeitweise von wenigen Forschern und Besuchern bewohnt. Weniger als ein Prozent der Weltbevölkerung lebt in Australien und Ozeanien. In Europa, Amerika und Afrika lebt jeweils etwas mehr als ein Achtel der Weltbevölkerung. Fast zwei Drittel leben in Asien, vor allem in Indien und in China.
| Nr. | Kontinent           | Länder | Größe [Mio. km²] | % der Landfläche | % der Erdoberfläche | Einwohner [Mio.] | % der Weltbevölkerung | Einwohner je km² |
| --- | ------------------- | ------ | ---------------- | ---------------- | ------------------- | ---------------- | --------------------- | ---------------- |
| 1   | Asien               | 47     | 44,4             | 29,68            | 8,7                 | 4750             | 59,4                  | 107,0            |
| 2   | Afrika              | 55     | 30,3             | 20,25            | 5,9                 | 1400             | 17,5                  | 46,2             |
| 3   | Nordamerika         | 23     | 24,9             | 16,64            | 4,9                 | 605              | 7,6                   | 21,3             |
| 4   | Südamerika          | 13     | 17,8             | 11,90            | 3,5                 | 441              | 5,5                   | 24,7             |
| 5   | Antarktika          | -      | 13,2             | 8,82             | 2,6                 | 0,001            | 0                     | 0                |
| 6   | Europa              | 49     | 10,5             | 7,02             | 2,1                 | 730              | 9,4                   | 69,4             |
| 7   | Australien/Ozeanien | 14     | 8,5              | 5,68             | 1,7                 | 45               | 0,6                   | 5,3              |
|     | Gesamt              | 193    | 149,6            | 100              | 29,3                | 8.000            | 100                   | 53,5             |

Die Gesamtzahl der Länder bezieht sich auf die international anerkannten Länder mit UN-Mitgliedschaft.

## Namensgebung

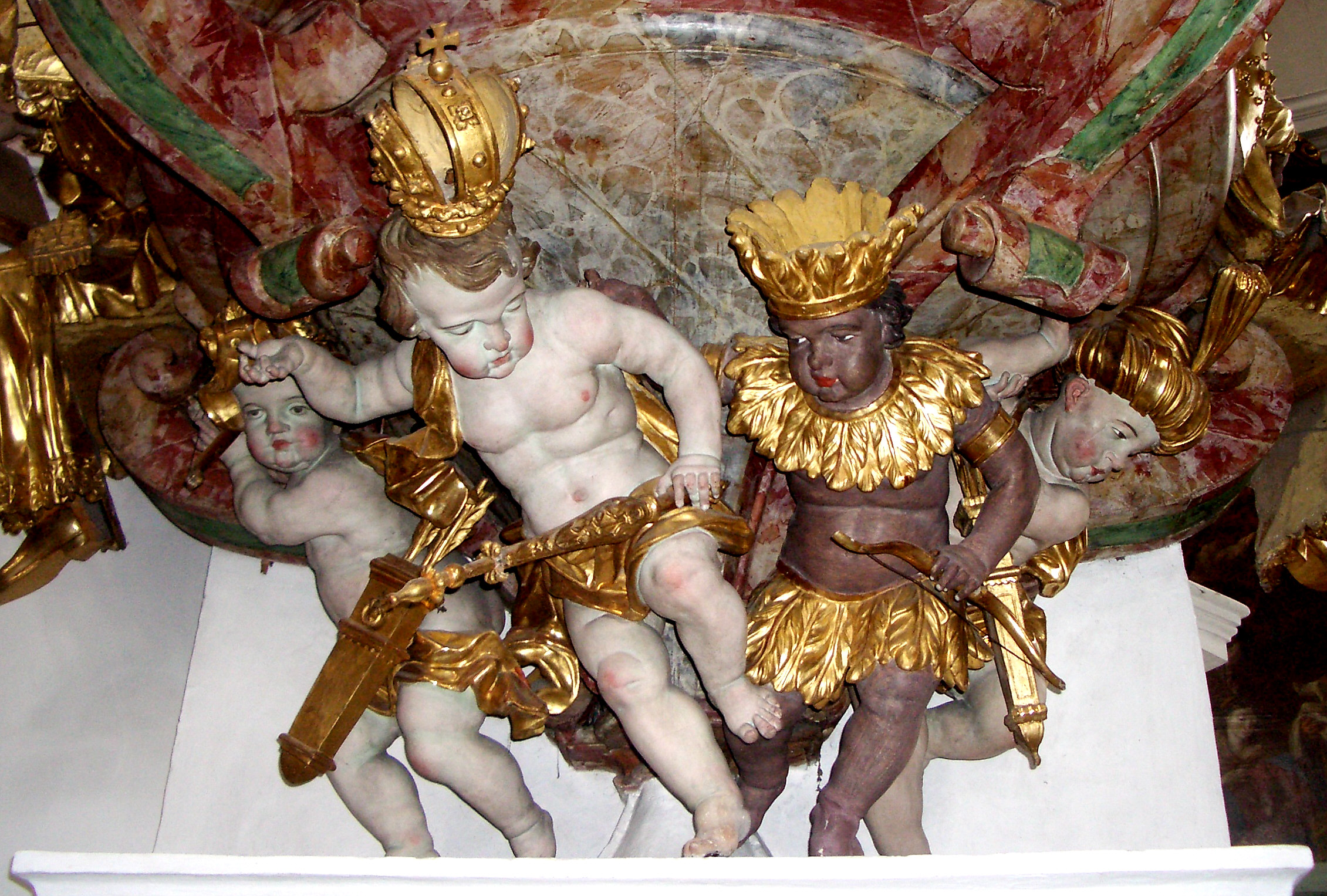
Personifizierungen der vier zur Barockzeit bekannten Erdteile Amerika, Europa, Afrika und Asien am Fuß der Kanzel der Wallfahrtskirche von Klosterlechfeld

Fontaine des Quatre-Parties-du-Monde, Paris, Stich 1897: Vier nackte Frauenfiguren symbolisieren die Kontinente.

Die Namen der Kontinente sind in der ursprünglichen lateinischen Form alle weiblich und enden einheitlich auf -a.
- Afrika (lateinisch Africa) galt im Altertum nur als Name für das heutige Tunesien, welches von den Römern nach dem Stamm der Afri um Karthago so benannt wurde.
- Amerika (lateinisch America) wurde auf Vorschlag von Martin Waldseemüller nach Amerigo Vespucci benannt, der kurz nach Christoph Kolumbus die Ostküste Südamerikas befuhr. Zu dieser Zeit konnte noch nicht überblickt werden, dass es sich genau genommen um zwei verschiedene Landmassen handelt, die nur durch eine relativ schmale Landbrücke miteinander verbunden sind.
- Antarktika (lateinisch Antarctica) wurde nach seiner Lage gegenüber der Arktis benannt und geht auf griech. ἀνταρκτικός (antarktikos, „der Arktis gegenüber“) zurück. Der Begriff ἀρκτις (arktis) leitet sich vom griechischen Wort für Bär ἀρκτός (arktos) ab und bedeutet etwa „Land unter dem Großen Bären“.
- Asien (lateinisch Asia) kommt aus dem Assyrischen von Assu = „Sonnenaufgang“ bzw. „Osten“. Asia taucht auch in der griechischen Mythologie auf. Dort ist sie eine der Okeaniden und die Mutter des Prometheus, des Atlas und des Epimetheus. Die Römer bezeichneten mit Asia eine Provinz im Westen der heutigen Türkei.
- Australien (lateinisch Australia) kommt von lateinisch Terra Australis = „südliches Land“.
- Europa hat seine Bezeichnung möglicherweise vom griechischen Erebos = „dunkel“, steht also im übertragenen Sinn für das Abendland. Diese Herleitung ist jedoch umstritten. Der Name Europa erscheint auch in einer griechischen Sage. Hier wird die Jungfrau Europa aus ihrer Heimat in Phönikien von Zeus in Gestalt eines Stieres nach Kreta entführt (siehe Wiege Europas).

## Besonderheiten
- Die Türkei, Russland und Kasachstan liegen sowohl auf dem europäischen als auch auf dem asiatischen Kontinent.
- Istanbul liegt auf zwei Kontinenten – in Europa und in Asien, beidseits des Bosporus. Außerdem liegen in Russland und in Kasachstan einige Städte an beiden Ufern des Flusses Ural; dies gilt unter anderem für Oral, Magnitogorsk und Orenburg. In Ägypten liegen einige Städte auf beiden Seiten des Suezkanals, der Afrika von Asien trennt. Dazu zählen El Qantara mit je einem Stadtteil auf der asiatischen und auf der afrikanischen Seite des Suezkanals sowie Port Said mit dem afrikanischen Stadtteil Port Said und dem asiatischen Stadtteil Port Fuad.
- Spanien und Frankreich haben Landesteile außerhalb Europas; bei Spanien liegen diese u. a. in und vor Afrika, während zu Frankreich Gebiete in Südamerika und auf ozeanischen, afrikanischen, nordamerikanischen und antarktischen Inseln gehören.
- Die Inselgruppe Madeira liegt trotz ihrer politischen Zugehörigkeit zu Portugal in Afrika. Auch gehören die westlichsten Inseln der zu Portugal gehörenden Azoren, Corvo und Flores, zur nordamerikanischen Kontinentalplatte.
- Das Königreich der Niederlande hat Landesteile in Europa und in Nordamerika (Karibik).
- Die zum europäischen Königreich Dänemark gehörende Insel Grönland liegt auf dem nordamerikanischen Kontinent.
- Zum Vereinigten Königreich Großbritannien und Nordirland gehörende Überseegebiete erstrecken sich über mehrere Kontinente, Gleiches gilt für die Vereinigten Staaten.
- Die zum afrikanischen Staat Ägypten gehörende Sinai-Halbinsel wird zu Asien gezählt.
- Durch Indonesien verläuft die Grenze zwischen Asien einerseits und Australien und Ozeanien andererseits.
- Island liegt in geologischer Hinsicht genau auf der Grenze zwischen Nordamerika und Eurasien, wird aber geographisch gemeinhin zu Europa gezählt.
- Zypern zählt geographisch zu Asien, politisch jedoch zu Europa.
- Die Länder auf der Arabischen Platte werden zu Asien gezählt, obwohl diese Kontinentalplatte geologisch zu Afrika gehört.

Während der letzten Eiszeit waren Amerika (Nord- und Südamerika) und Eurasien (Europa und Asien) durch die Beringbrücke miteinander verbunden, Afrika über die Sinai-Halbinsel mit den anderen Kontinenten. Damals bestand somit eine durchgängige Landmasse, und Landlebewesen wie der Mensch hätten fünf Kontinente trockenen Fußes durchwandern können: Afrika, Europa, Asien sowie Nord- und Südamerika.

## Weitere Begriffe
- Landhemisphäre bezeichnet die Halbkugel der Erde, die den größten Anteil Festland besitzt. Das Gegenstück ist die Wasserhemisphäre.
- Subkontinente bezeichnen plattentektonisch unterschiedliche Teile eines Kontinents.

Weiterhin gibt es die Begriffe Großkontinent, Superkontinent und Urkontinent.